# Destiny Watford

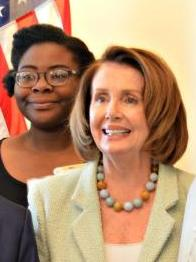
Destiny Watford (à esquerda) com Nancy Pelosi, 2016

Destiny Watford é uma ativista ambiental norte-americana. Ela ganhou um Prêmio Ambiental Goldman em 2016.

## Biografia
Watford foi criada em Curtis Bay, Maryland, em uma área com poluição atmosférica significativa. Enquanto estava no ensino médio, ela começou uma campanha de defesa contra um projeto de incinerador que havia sido aprovado pela cidade e pelo estado e que podia queimar 4 000 toneladas de lixo por dia. Durante quatro anos, ela liderou a advocacia com outros alunos na Benjamin Franklin High School com base nas preocupações sobre os impactos na saúde de mais poluição do ar na área, incluindo a prevalência de asma já experimentada na comunidade local. Seu trabalho incluiu pesquisas sobre o uso da terra e políticas de zoneamento, bem como lobby junto a escolas e funcionários do governo. Em 2016, o Departamento de Meio Ambiente de Maryland cancelou o projeto do incinerador.
Ela estudou na Universidade de Towson. Em 2018, ela se apresentou na Conferência Facing Race. Aos 16 anos, ela foi cofundadora do grupo de defesa Free Your Voice, que faz agora parte da organização de direitos humanos United Workers.

## Prêmios e reconhecimento
Watford recebeu uma variedade de prêmios e elogios, incluindo o Prêmio Ambiental Goldman em 2016, bem como reconhecimento como uma Heroína da Comunidade Birdland em 2016, Time Next Generation Leader 2016, e Essence Work 100 Woman.